# Tłustomosty
Tłustomosty (deutsch Stolzmütz, tschechisch Tlustomosty) ist ein Ort in der Landgemeinde Baborów im Powiat Głubczycki der Woiwodschaft Opole in Polen. Er liegt an der Psina (Zinna), einem linken Zufluss der Oder.
Ortsteile von Tłustomosty sind die Kolonie Langowo (Langenau) und der Weiler Rogów (Bogern).

## Geographie

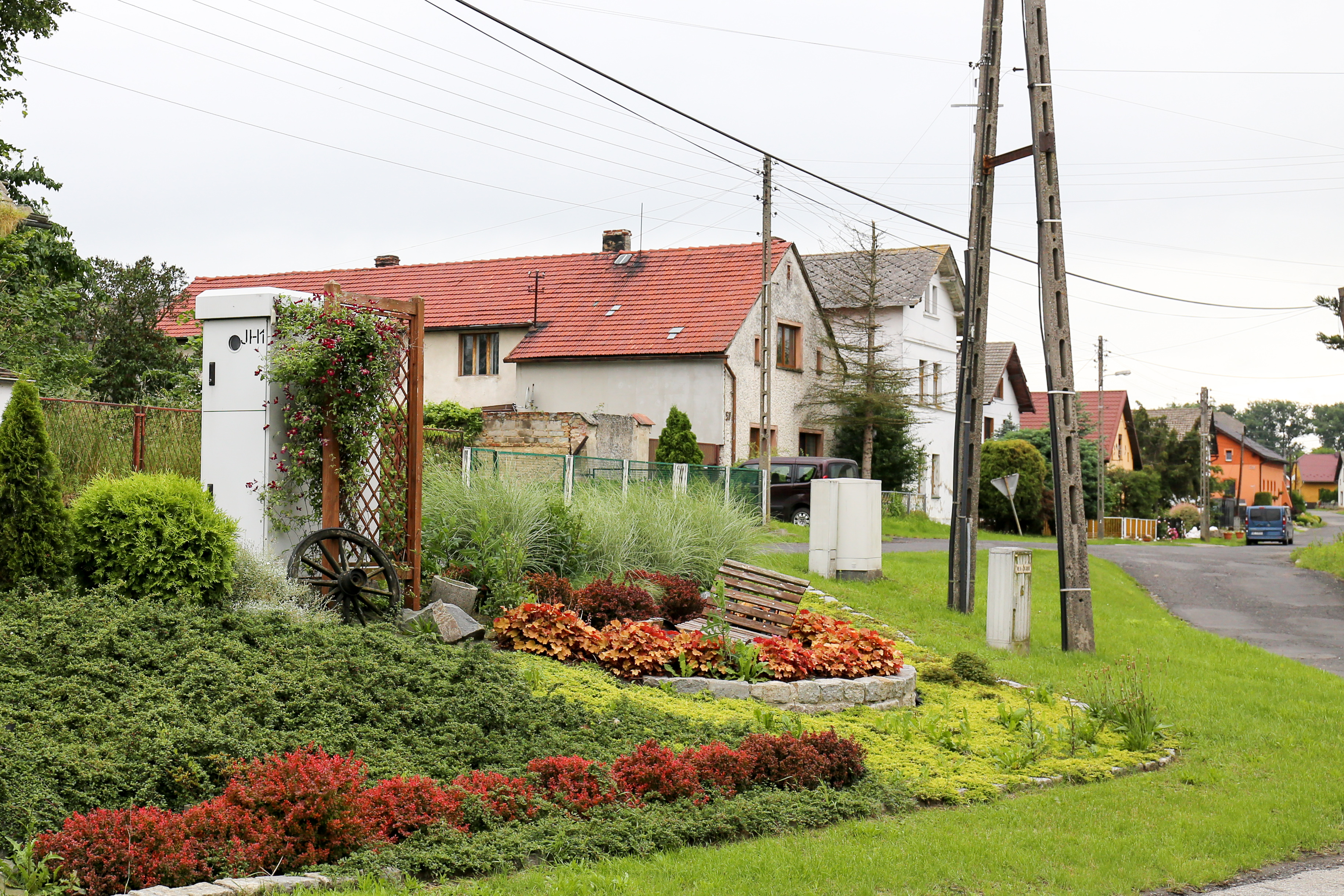
Ortsbild

Das Angerdorf Tłustomosty liegt acht Kilometer südöstlich von Baborów, 22 Kilometer südöstlich von Głubczyce (Leobschütz) und 78 Kilometer südlich von Opole (Oppeln). Östlich des Ortes verläuft die Grenze zur Woiwodschaft Schlesien. Der Ort liegt an der stillgelegten Bahnstrecke Racibórz–Krnov.
Nachbarorte von Tłustomosty sind im Nordwesten Raków (Rakau), im Norden Krowiarki (Preußisch Krawarn) und im Südosten Maków (Makau).

## Geschichte

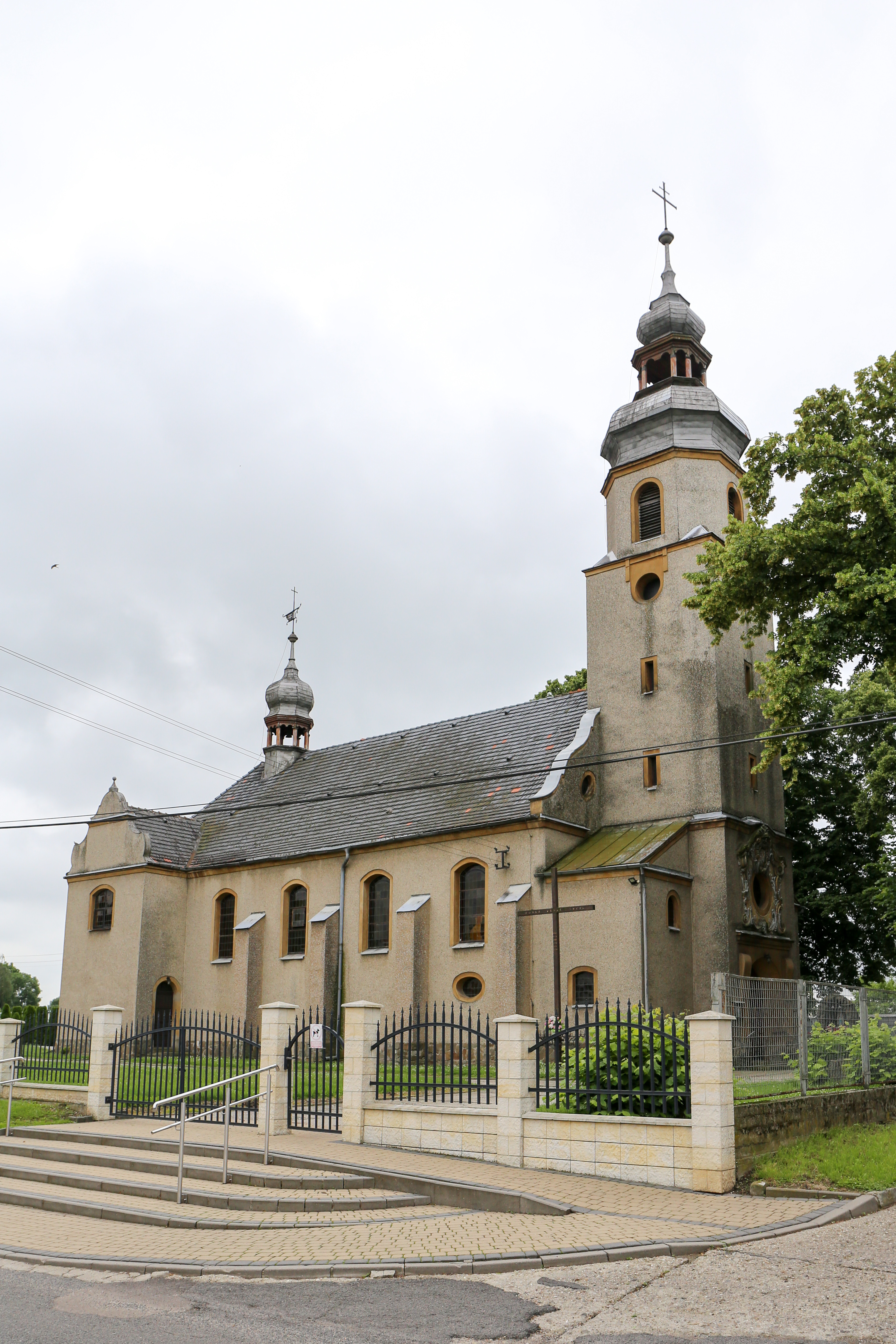
Johannes-der-Täufer-Kirche

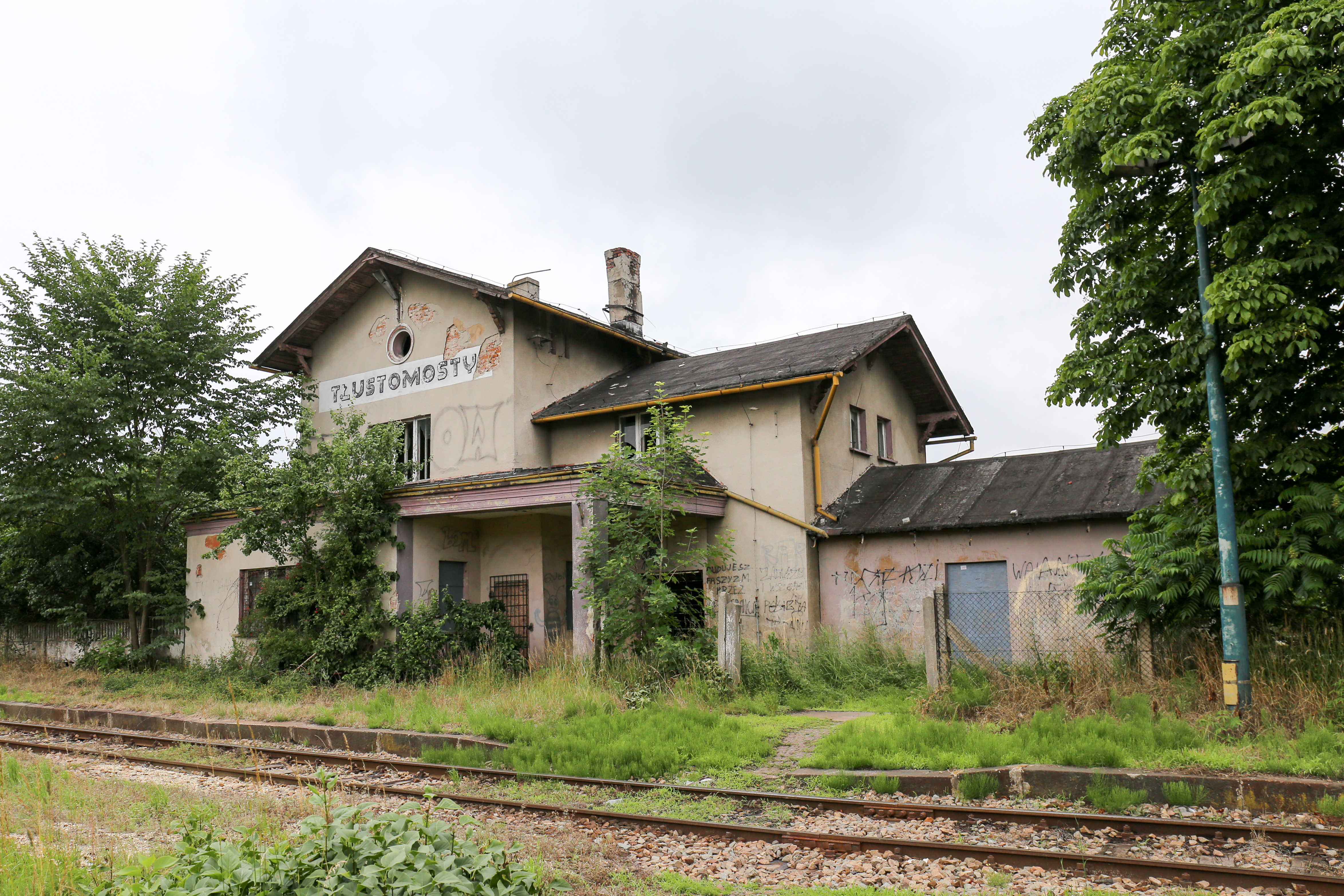
Bahnhof Tłustomosty

„Tluztemoz“ wurde 1270 erstmals urkundlich erwähnt. 1457 ist es in der Schreibweise Tlustomost und 1519 als Tlustomoskymi belegt. Der Ortsname leitet sich wahrscheinlich vom tschechischen Begriff tlusty oder vom polnischen tłusty (deutsch dick oder fett) und most (dt. Brücke) ab, wörtlich übersetzt in etwa fette, schlüpfrige Brücke.
Nach dem Ersten Schlesischen Krieg 1742 fiel Stolzmütz mit dem größten Teil Schlesiens an Preußen.
Ab 1816 gehörte die Landgemeinde Stolzmünz zum Kreis Leobschütz, mit dem es bis 1945 verbunden blieb. 1845 bestanden im Dorf ein Schloss, ein Vorwerk, eine Wassermühle, eine Brennerei, eine Brauerei eine katholische Schule und 84 Häuser. Im gleichen Jahr lebten in Stolzmütz 443 Menschen, allesamt katholisch. Für 1861 sind belegt: ein Kretscham, eine Schmiede, 11 Bauern-, 12 Gärtner- und 35 Häuserstellen. Die katholische Schule wurde damals von 70 Schülern besucht. 1874 wurde der Amtsbezirk Rakau gebildet, dem die Landgemeinden Eiglau, Rakau und Stolzmütz und die Gutsbezirke Rakau und Stolzmütz eingegliedert wurden.
Bei der Volksabstimmung in Oberschlesien am 20. März 1921 stimmten in Stolzmütz 386 Personen für einen Verbleib bei Deutschland und 14 für Polen. Stolzmütz verblieb wie der gesamte Stimmkreis Leobschütz beim Deutschen Reich. 1933 wurden 700 Einwohner gezählt und 1939 waren es 705 Einwohner.
Als Folge des Zweiten Weltkriegs fiel Stolzmünz 1945 mit dem größten Teil Schlesiens an Polen und wurde in Tłustomosty umbenannt. Die einheimische deutsche Bevölkerung wurde, soweit sie nicht vorher geflohen war, weitgehend vertrieben. Die neu angesiedelten Bewohner waren teilweise Zwangsumgesiedelte aus Ostpolen, das an die Sowjetunion gefallen war.
Von 1945 bis 1950 gehörte Tłustomosty zur Woiwodschaft Schlesien. Anschließend wurde es der Woiwodschaft Opole zugeteilt. Seit 1999 gehört es zum wiederbegründeten Powiat Głubczycki.

## Sehenswürdigkeiten
- Die römisch-katholische Kirche mit dem Patrozinium Johannes der Täufer (polnisch Kościół św. Jana Chrzciciela) wurde 1925 errichtet.[7]
- Das Schloss Stolzmütz (Pałac Tłustomłoty) wurde im 19. Jahrhundert erbaut.[8]
- Empfangsgebäude des Bahnhofes Tłustomosty
- Staatue des böhmischen Landesheiligen Johannes Nepomuk
- Steinerne Wegekapelle
- Steinernes Flurkreuz

## Vereine
- Freiwillige Feuerwehr OSP Tłustomosty
- Fußballverein Stal Tłustomosty

## Söhne und Töchter des Ortes
- Joseph Martin Nathan (1867–1947), römisch-katholischer Geistlicher, Weihbischof in Olmütz und Abgeordneter des Reichstags.